# Imerze (mikroskopie)

Princip imerze: paprsky od objektu (červeně) směřují do objektivu (modře), vlevo s imerzí (žlutě), vpravo bez ní. Při průchodu krycím sklíčkem (oranžově) se lomí podle toho, jaký je index lomu okolí. Je-li mezi sklíčkem a objetivem tekutina se srovnatelným indexem lomu, vstoupí víc paprsků do objektivu. Alpha a alpha‘ naznačuje změnu numerické apertury

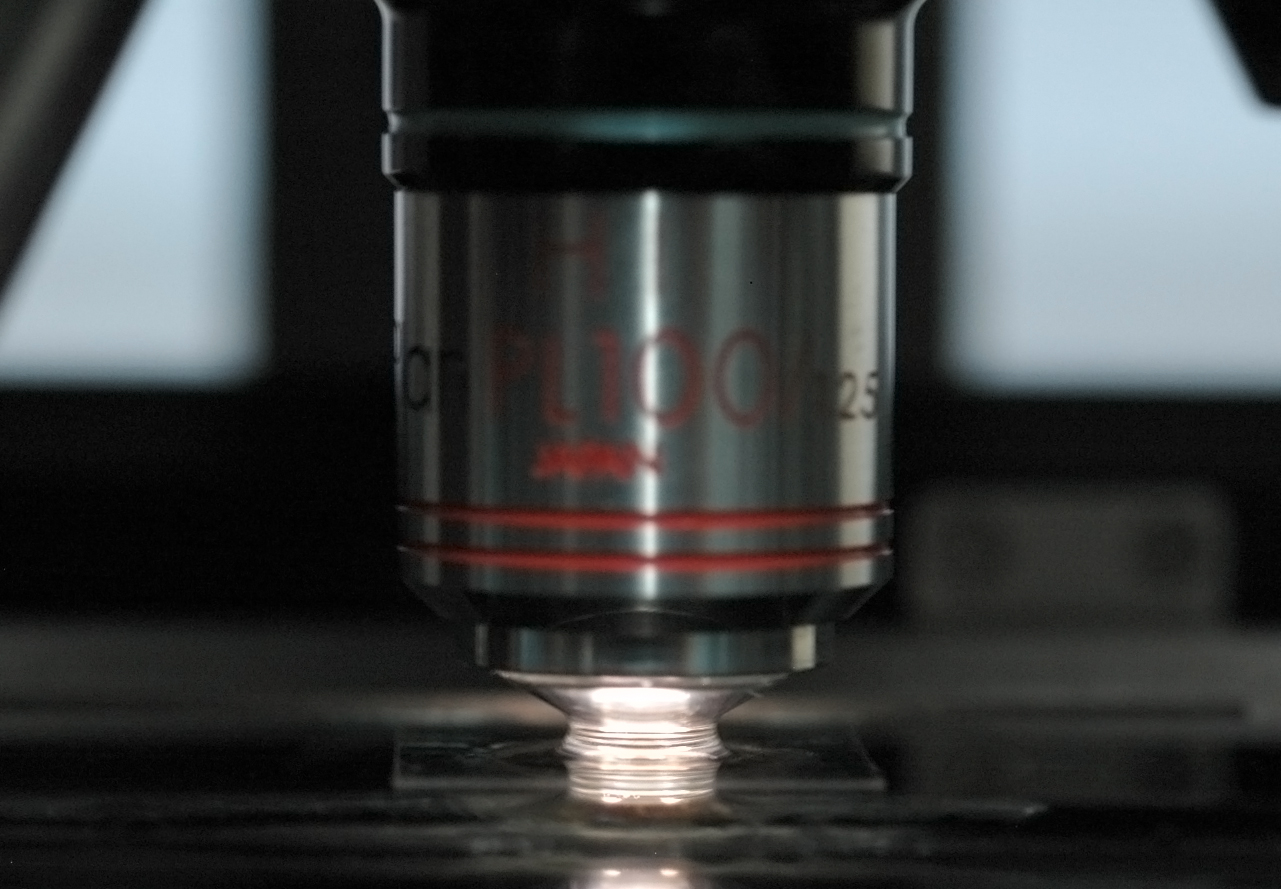
Imerzní objektiv při práci

Imerze je v optické mikroskopii technika, kterou se zvětšuje účinná numerická apertura objektivu tím, že se na krycí sklíčko preparátu kápne imerzní tekutina a objektiv se do ní ponoří. Zároveň se tím omezí rušivé odrazy na krycím sklíčku i na povrchu objektivu, takže se zvýší i kontrast zobrazení. Někdy se imerze užívá i u světelného kondenzoru.
Objektivy pro imerzní mikroskopii musí být pro toto použití uzpůsobeny a bývá na nich údaj, s jakou imerzní tekutinou (voda, olej, glycerin) se smějí používat. Imerzní tekutina se nesmí používat s objektivy, které nejsou imerzní. V průběhu mikroskopování musí být objektiv stále spojen imerzní tekutinou s krycím sklíčkem. Po ukončení mikroskopování se musí objektiv očistit. Pokud jde o olejovou imerzi, používá se k očištění xylen.
Imerzní mikroskopii poprvé navrhl italský astronom a optik G. B. Amici a významně zdokonalil optik firmy Zeiss Ernst Abbe (1840–1905).

## Imerzní tekutina
Imerzní tekutina je tekutina s indexem lomu (n) větším než 1. Využívá se při mikroskopování s imerzními objektivy pro zvýšení numerické apertury. Tato tekutina může být olej (např. cedrový olej n = 1,515), voda či glycerin. Používá se tak, že se kápne nejčastěji jedna kapka na krycí sklíčko preparátu a objektiv se omočí v této kapce.